# Bisdom Daule
Het bisdom Daule (Latijn: Dioecesis Daulensis) is een rooms-katholiek bisdom met als zetel Daule, in Ecuador. Het bisdom is suffragaan aan het aartsbisdom Guayaquil. 

## Geschiedenis
Het bisdom werd opgericht op 2 februari 2022, uit delen van het aartsbisdom Guayaquil. 

## Parochies
Het bisdom had in 2022 een oppervlakte van 5.992 km2 en telde 471.000 inwoners waarvan 83,9% rooms-katholiek was.

## Bisschoppen
- Giovanni Battista Piccioli (2 februari 2022 - 17 maart 2022)
  - Luis Gerardo Cabrera Herrera (apostolisch administrator: 17 maart 2022 - 25 juni 2022)
- Krzysztof Kudławiec (22 april 2022 - heden)

## Galerij van afbeeldingen

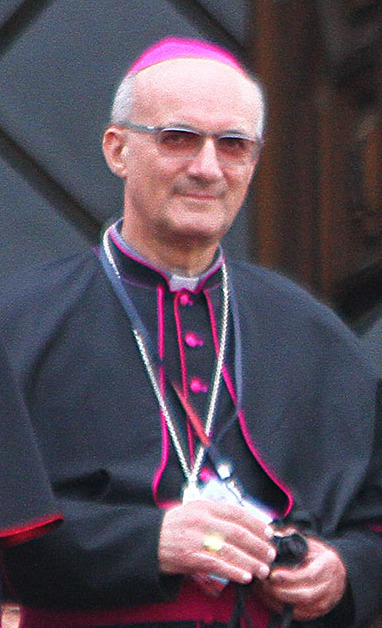
Bisschop Giovanni Battista Piccioli (februari-maart 2022)

Guayaquil (aartsbisdom) · Babahoyo · Daule · San Jacinto · Santa Elena